# 100 mètres nage libre féminin aux Jeux olympiques d'été de 2012
Navigation
Pékin 2008 Rio de Janeiro 2016
L'épreuve de 100 m nage libre femmes des Jeux olympiques d'été de 2012 aura lieu le 1er et le 2 août au London Aquatics Centre.

## Qualification
Pour participer à cette épreuve, les temps de qualification étaient de 54 s 57 pour le temps de qualification olympique (TQO) et de 56 s 48 pour le temps de sélection olympique (TSO) qui devaient être effectués entre le 1er mars 2011 et le 18 juin 2012. Un comité national olympique (CNO) pouvait inscrire 2 nageuses si elles faisaient le TQO et 1 nageuse si elle effectuait le TSO. Les CNO pouvaient inscrire des nageurs indépendamment du temps (1 nageur par sexe sur l'ensemble des épreuves) s'ils n'avaient pas de nageurs qui avaient réussi les temps de qualification nécessaires.

## Records
Avant cette compétition, les records dans cette discipline étaient les suivants :
| Record du monde  | 52 s 07 | Britta Steffen | Allemagne | 31 juillet 2009 | Rome (Italie) | ,     |
| Record olympique | 53 s 12 | Britta Steffen | Allemagne | 15 août 2008    | Pékin (Chine) | [ 4 ] |

## Médaillés
| Or                  | Argent                  | Bronze  |
| Ranomi Kromowidjojo | Aliaksandra Herasimenia | Tang Yi |

## Résultats

### Finale (2 août au soir)
| Classement                          | Ligne | Nageuse                | Pays            | Temps   | Notes |
| ----------------------------------- | ----- | ---------------------- | --------------- | ------- | ----- |
| Médaille d'or, Jeux olympiques      | 4     | Ranomi Kromowidjojo    | Pays-Bas        | 53 s 00 | RO    |
| Médaille d'argent, Jeux olympiques  | 1     | Aleksandra Gerasimenya | Biélorussie     | 53 s 38 |       |
| Médaille de bronze, Jeux olympiques | 6     | Tang Yi                | Chine           | 53 s 44 |       |
| 4                                   | 5     | Melanie Schlanger      | Australie       | 53 s 47 |       |
| 5                                   | 3     | Missy Franklin         | États-Unis      | 53 s 64 |       |
| 6                                   | 7     | Francesca Halsall      | Grande-Bretagne | 53 s 66 |       |
| 7                                   | 2     | Jeanette Ottesen       | Danemark        | 53 s 75 |       |
| 8                                   | 8     | Jessica Hardy          | États-Unis      | 54 s 02 |       |

### Demi-finales (1eraoût au soir)

#### Demi-finale 1
| Classement | Ligne | Nageuse                    | Pays        | Temps   | Notes |
| ---------- | ----- | -------------------------- | ----------- | ------- | ----- |
| 1          | 4     | Melanie Schlanger          | Australie   | 53 s 38 | Q     |
| 2          | 5     | Aleksandra Gerasimenya     | Biélorussie | 53 s 78 | Q     |
| 3          | 6     | Jessica Hardy              | États-Unis  | 53 s 86 | Q     |
| 4          | 2     | Sarah Sjöström             | Suède       | 53 s 93 |       |
| 5          | 3     | Arianna Vanderpool-Wallace | Bahamas     | 54 s 12 |       |
| 6          | 1     | Britta Steffen             | Allemagne   | 54 s 18 |       |
| 7          | 8     | Daniela Schreiber          | Allemagne   | 54 s 39 |       |
| 8          | 7     | Haruka Ueda                | Japon       | 54 s 59 |       |

#### Demi-finale 2
| Classement | Ligne | Nageuse             | Pays            | Temps   | Notes |
| ---------- | ----- | ------------------- | --------------- | ------- | ----- |
| 1          | 3     | Ranomi Kromowidjojo | Pays-Bas        | 53 s 05 | Q, RO |
| 2          | 7     | Missy Franklin      | États-Unis      | 53 s 59 | Q     |
| 3          | 4     | Tang Yi             | Chine           | 53 s 60 | Q     |
| =4         | 5     | Jeanette Ottesen    | Danemark        | 53 s 77 | Q     |
| =4         | 6     | Francesca Halsall   | Grande-Bretagne | 53 s 77 | Q     |
| 6          | 8     | Femke Heemskerk     | Pays-Bas        | 54 s 13 |       |
| 7          | 2     | Julia Wilkinson     | Canada          | 54 s 25 |       |
| 8          | 1     | Amy Smith           | Grande-Bretagne | 54 s 28 |       |

### Séries (1eraoût le matin)
| Rang | Série | Ligne | Nom                        | Nationalité       | Temps         | Notes |
| ---- | ----- | ----- | -------------------------- | ----------------- | ------------- | ----- |
| 1    | 5     | 3     | Tang Yi                    | Chine             | 53 s 28       | Q     |
| 2    | 7     | 6     | Melanie Schlanger          | Australie         | 53 s 50       | Q     |
| 3    | 5     | 4     | Jeanette Ottesen Gray      | Danemark          | 53 s 51       | Q     |
| 4    | 7     | 5     | Aliaksandra Herasimenia    | Biélorussie       | 53 s 63       | Q     |
| 5    | 7     | 4     | Ranomi Kromowidjojo        | Pays-Bas          | 53 s 66       | Q     |
| 6    | 6     | 7     | Arianna Vanderpool-Wallace | Bahamas           | 53 s 73       | Q     |
| 7    | 6     | 5     | Francesca Halsall          | Grande-Bretagne   | 54 s 02       | Q     |
| 8    | 5     | 6     | Jessica Hardy              | États-Unis        | 54 s 09       | Q     |
| 9    | 6     | 1     | Julia Wilkinson            | Canada            | 54 s 16       | Q     |
| =10  | 6     | 4     | Sarah Sjöström             | Suède             | 54 s 26       | Q     |
| =10  | 7     | 3     | Missy Franklin             | États-Unis        | 54 s 26       | Q     |
| 12   | 7     | 2     | Haruka Ueda                | Japon             | 54 s 35       | Q     |
| 13   | 6     | 2     | Amy Smith                  | Grande-Bretagne   | 54 s 37       | Q     |
| 14   | 6     | 3     | Britta Steffen             | Allemagne         | 54 s 42       | Q     |
| =15  | 5     | 5     | Femke Heemskerk            | Pays-Bas          | 54 s 43       | Q     |
| =15  | 5     | 7     | Daniela Schreiber          | Allemagne         | 54 s 43       | Q     |
| 17   | 7     | 7     | Veronika Popova            | Russie            | 54 s 66       |       |
| 18   | 6     | 8     | Hanna-Maria Seppälä        | Finlande          | 54 s 93       |       |
| 19   | 5     | 2     | Pernille Blume             | Danemark          | 55 s 04       |       |
| 20   | 7     | 8     | Charlotte Bonnet           | France            | 55 s 12       |       |
| 21   | 5     | 1     | Hannah Wilson              | Hong Kong         | 55 s 33       |       |
| 22   | 4     | 4     | Burcu Dolunay              | Turquie           | 55 s 35       |       |
| 23   | 3     | 4     | Eszter Dara                | Hongrie           | 55 s 37       |       |
| 24   | 4     | 2     | Nina Rangelova             | Bulgarie          | 55 s 52       |       |
| 25   | 3     | 5     | Liliana Ibanez             | Mexique           | 55 s 71       |       |
| 26   | 4     | 6     | Daynara Paula              | Brésil            | 55 s 94       |       |
| 27   | 4     | 3     | Katarzyna Wilk             | Pologne           | 56 s 13       |       |
| 28   | 3     | 3     | Nastja Govejsek            | Slovénie          | 56 s 21       |       |
| =29  | 3     | 2     | Mylene Ong                 | Singapour         | 56 s 33       |       |
| =29  | 4     | 7     | Rūta Meilutytė             | Lituanie          | 56 s 33       |       |
| 31   | 4     | 8     | Katarina Filova            | Slovaquie         | 56 s 58       |       |
| 32   | 5     | 8     | Nery Niangkouara           | Grèce             | 56 s 63       |       |
| 33   | 4     | 5     | Arlene Semeco              | Venezuela         | 56 s 90       |       |
| 34   | 3     | 6     | Jasmine Alkhaldi           | Philippines       | 57 s 13       |       |
| =35  | 3     | 1     | Megan Fonteno              | Samoa américaines | 57 s 45       |       |
| =35  | 4     | 1     | Miroslava Najdanovski      | Serbie            | 57 s 45       |       |
| 37   | 3     | 7     | Karen Torrez               | Bolivie           | 57 s 78       |       |
| 38   | 3     | 8     | Clelia Tini                | Saint-Marin       | 58 s 29       |       |
| 39   | 2     | 3     | Jade Howard                | Zambie            | 59 s 35       |       |
| 40   | 2     | 5     | Bayan Jumah                | Syrie             | 59 s 78       |       |
| 41   | 2     | 4     | Karen Riveros              | Paraguay          | 59 s 86       |       |
| 42   | 2     | 6     | Britany van Lange          | Guyana            | 1 min 01 s 62 |       |
| 43   | 2     | 2     | Aina Fils Rabetsara        | Madagascar        | 1 min 02 s 39 |       |
| 44   | 2     | 7     | Reshika Udugampola         | Sri Lanka         | 1 min 04 s 93 |       |
| 45   | 2     | 1     | Magdalena Moshi            | Tanzanie          | 1 min 05 s 80 |       |
| 46   | 2     | 8     | Mareme Faye                | Sénégal           | 1 min 06 s 42 |       |
| 47   | 1     | 5     | Shreya Dhital              | Népal             | 1 min 10 s 80 |       |
| 48   | 1     | 3     | Ayouba Ali Sihame          | Comores           | 1 min 14 s 40 |       |
|      | 6     | 6     | Cate Campbell              | Australie         | DNS           |       |
|      | 7     | 1     | Therese Alshammar          | Suède             | DNS           |       |